# Нове Жохи
Нове Жохи (пол. Nowe Żochy) — село в Польщі, у гміні Нові Пекути Високомазовецького повіту Підляського воєводства.
Населення — 89 осіб (2011).
У 1975-1998 роках село належало до Ломжинського воєводства.

## Демографія
Демографічна структура станом на 31 березня 2011 року:
|          | Загалом | Допрацездатний вік | Працездатний вік | Постпрацездатний вік |
| -------- | ------- | ------------------ | ---------------- | -------------------- |
| Чоловіки | 42      | 13                 | 25               | 4                    |
| Жінки    | 47      | 8                  | 25               | 14                   |
| Разом    | 89      | 21                 | 50               | 18                   |